# Battonya vasútállomás
Battonya vasútállomás egy Békés vármegyei vasútállomás, Battonya településen, a MÁV üzemeltetésében. Közúti elérését a 4444-es út Battonya központjában található körforgalmából déli irányban kiágazó 44 331-es számú mellékút biztosítja.

## Vasútvonalak
Az állomást az alábbi vasútvonalak érintik:
- Mezőtúr–Battonya-vasútvonal

## Kapcsolódó állomások
A vasútállomáshoz az alábbi állomások vannak a legközelebb:
- Tompapuszta megállóhely (Mezőtúr–Battonya-vasútvonal)

## Forgalom
| Járat        | Útvonal                                                | Gyakoriság |
| ------------ | ------------------------------------------------------ | ---------- |
| személyvonat | Battonya – Tompapuszta – Belsőperegpuszta – Mezőhegyes | Napi 1 pár |